# Ringer-Europameisterschaften 2007
Die Ringer-Europameisterschaften 2007 fanden vom 17. April bis zum 22. April in Sofia/Bulgarien statt.

## Griechisch-römisch

### Ergebnisse
| Klasse  | Gold                | Silber               | Bronze                                     |
| ------- | ------------------- | -------------------- | ------------------------------------------ |
| -55 kg  | Rövşən Bayramov     | Saur Kuramagomedow   | Kristijan Fris Wugar Ragimow               |
| -60 kg  | Eusebiu Diaconu     | Stig André Berge     | Suren Geworkian Jarkko Ala-Huikku          |
| -66 kg  | Nikolai Gergow      | Olexandr Chwoschtsch | Marcus Thätner Refik Ayvazoğlu             |
| -74 kg  | Manuchar Kwirkwelia | Reto Bucher          | Michail Iwantschenko Valdemaras Venckaitis |
| -84 kg  | Alexei Mischin      | Jan Fischer          | Andrea Minguzzi Mélonin Noumonvi           |
| -96 kg  | Ramas Nosadse       | Jimmy Lidberg        | Wassili Teplouchow Balasz Kiss             |
| -120 kg | Chassan Barojew     | David Vála           | Jalmar Sjöberg İsmail Güzel                |

### Medaillenspiegel (griechisch-römisch)
| Rang | Land          | Gold | Silber | Bronze |
| ---- | ------------- | ---- | ------ | ------ |
| 1    | Russland      | 2    | 1      | 2      |
| 2    | Georgien      | 2    | 0      | 0      |
| 3    | Bulgarien     | 1    | 0      | 0      |
| 4    | Rumänien      | 1    | 0      | 0      |
| 4    | Aserbaidschan | 1    | 0      | 0      |
|      |               |      |        |        |
| 7    | Deutschland   | 0    | 1      | 1      |
| 7    | Schweden      | 0    | 1      | 1      |
| 9    | Schweiz       | 0    | 1      | 0      |

## Freistil

### Ergebnisse
| Klasse  | Gold                      | Silber              | Bronze                                             |
| ------- | ------------------------- | ------------------- | -------------------------------------------------- |
| -55 kg  | Bessik Kuduchow           | Marcel Ewald        | Radoslaw Welikow Sezer Akgül                       |
| -60 kg  | Wasil Fedorischin         | Anatoli Guidea      | Gergő Wöller Murad Ramasanow                       |
| -66 kg  | Albert Batirow            | Irbek Farnijew      | Serafim Barzakow Ramazan Şahin                     |
| -74 kg  | Machatsch Murtasalijew    | Gela Saghiraschwili | Tschamsulwara Tschamsulwarajew Emzarios Bentinidis |
| -84 kg  | Georgi Ketojew            | Taras Danko         | Árpád Ritter Serhat Balcı                          |
| -96 kg  | Schirwani Muradow         | Ruslan Schejchau    | Schamil Gitinow Georgi Gogschelidse                |
| -120 kg | Kuramagomed Kuramagomedow | Serhij Prjadun      | Aleksi Modebadse Fatih Çakıroğlu                   |

### Medaillenspiegel (Freistil)
| Rang | Land        | Gold | Silber | Bronze |
| ---- | ----------- | ---- | ------ | ------ |
| 1    | Russland    | 5    | 1      | 0      |
| 2    | Ukraine     | 1    | 2      | 0      |
| 3    | Belarus     | 1    | 1      | 0      |
| 4    | Georgien    | 0    | 1      | 2      |
| 5    | Bulgarien   | 0    | 1      | 2      |
| 6    | Deutschland | 0    | 1      | 0      |

## Frauen

### Ergebnisse
| Klasse | Gold                | Silber               | Bronze                               |
| ------ | ------------------- | -------------------- | ------------------------------------ |
| -48 kg | Lorissa Oorschak    | Francine De Paola    | Sofia Mattsson Brigitte Wagner       |
| -51 kg | Samira Rachmanowa   | Estera Dobre         | Emese Barka Maria Barcelo            |
| -55 kg | Natalja Golz        | Nataliya Sinişin     | Anna Gomis Sofia Poumpouridou        |
| -59 kg | Ida-Theres Karlsson | Marianna Sastin      | Galina Legenkina Anna Zwirydowska    |
| -63 kg | Stefanie Stüber     | Aljona Kartaschowa   | Monika Ewa Michalik Hanna Wassylenko |
| -67 kg | Anna Polownewa      | Kateryna Burmistrowa | Maria Müller Irina Zyrkewitsch       |
| -72 kg | Stanka Slatewa      | Swetlana Sajenko     | Güzäl Mänürowa Agnieszka Wieszczek   |

### Medaillenspiegel (Frauen)
| Rang | Land        | Gold | Silber | Bronze |
| ---- | ----------- | ---- | ------ | ------ |
| 1    | Russland    | 4    | 1      | 2      |
| 2    | Deutschland | 1    | 0      | 2      |
| 3    | Schweden    | 1    | 0      | 1      |
| 4    | Bulgarien   | 1    | 0      | 0      |
| 5    | Ukraine     | 0    | 3      | 1      |